# قائمة زملاء الجمعية الملكية المنتخبين في 1973
هذه الصفحة تعرض قائمة زملاء الجمعية الملكية المُنتخبين لعام 1973.

## الزملاء
- جون غاتنبي بولتون
- Percival Allen [الإنجليزية]‏
- Leslie Crombie [الإنجليزية]‏
- آلان باكر
- جورج فرنسيس ميتشيل [الإنجليزية]‏
- Harish-Chandra [الإنجليزية]‏
- Francis Thomas Bacon [الإنجليزية]‏
- نيل بارتلت
- Douglas Scott Falconer [الإنجليزية]‏
- هاري إليوت
- Hélio Gelli Pereira [الإنجليزية]‏
- جون جي. رامزي
- Jack Lewis, Baron Lewis of Newnham [الإنجليزية]‏
- Alec David Young [الإنجليزية]‏
- Paul Polani [الإنجليزية]‏

## الأعضاء الأجانب
- مانفرد أيغن
- جون باردين